# Sant Salvador de la Serra

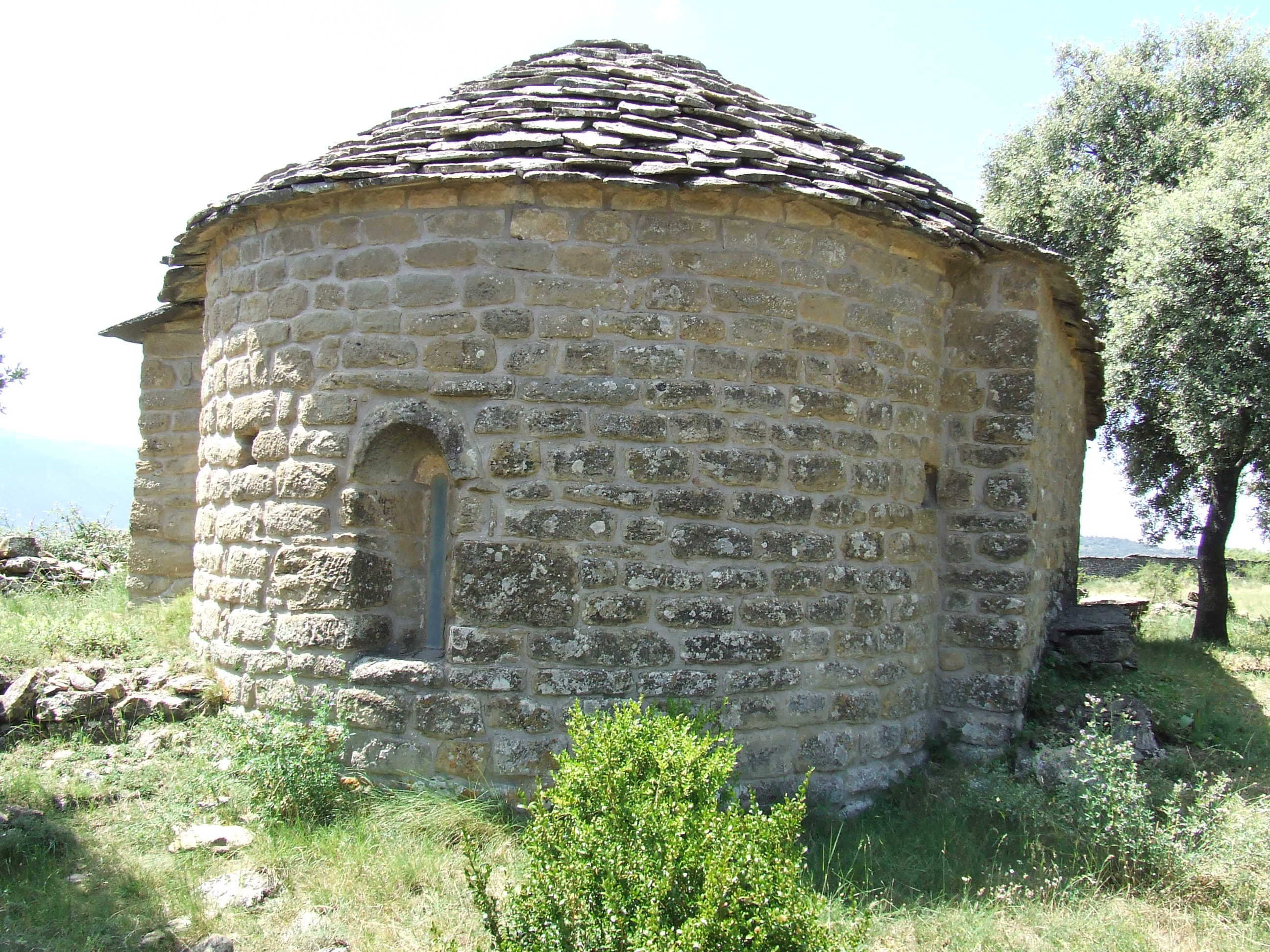
Absis i mur septentrional

Sant Salvador de la Serra és una església romànica propera al poble d'Estorm, del terme municipal de Sant Esteve de la Sarga, al Pallars Jussà. Possiblement fou l'església del desaparegut poble de Vilamolera, situat en aquest lloc.
És una església romànica del segle xii, amb absis llis, feta amb carreus escairats bastant grossos, disposats en filades de perfecta factura. Té una sola nau, coberta amb volta de canó. D'obertures, té la porta a ponent, una finestra de doble esqueixada al centre de l'absis i una altra d'una sola esqueixada al sud, prop de l'absis, visibles totes dues a les fotografies d'aquesta pàgina. Al mur sud es conserven vestigis de la primitiva porta, oberta en aquella façana. En èpoques tardanes la nau fou allargada un parell de metres cap a ponent.
El dia de sant Salvador (6 d'agost), tenia lloc l'aplec de Sant Salvador de la Serra, coincident amb la Festa Major d'Estorm. Hi solien acudir persones dels pobles del voltant, tant de Sant Esteve de la Sarga com dels pobles de l'actual terme de Castell de Mur, i era una festa molt lluïda. En l'actualitat, aquest aplec encara se celebra, tot i que no amb el mateix relleu que temps enrere. El fet que s'accedeixi al lloc amb vehicles, a causa del bon estat del camí que hi mena, també ha fet canviar molt la filosofia de l'aplec mateix.

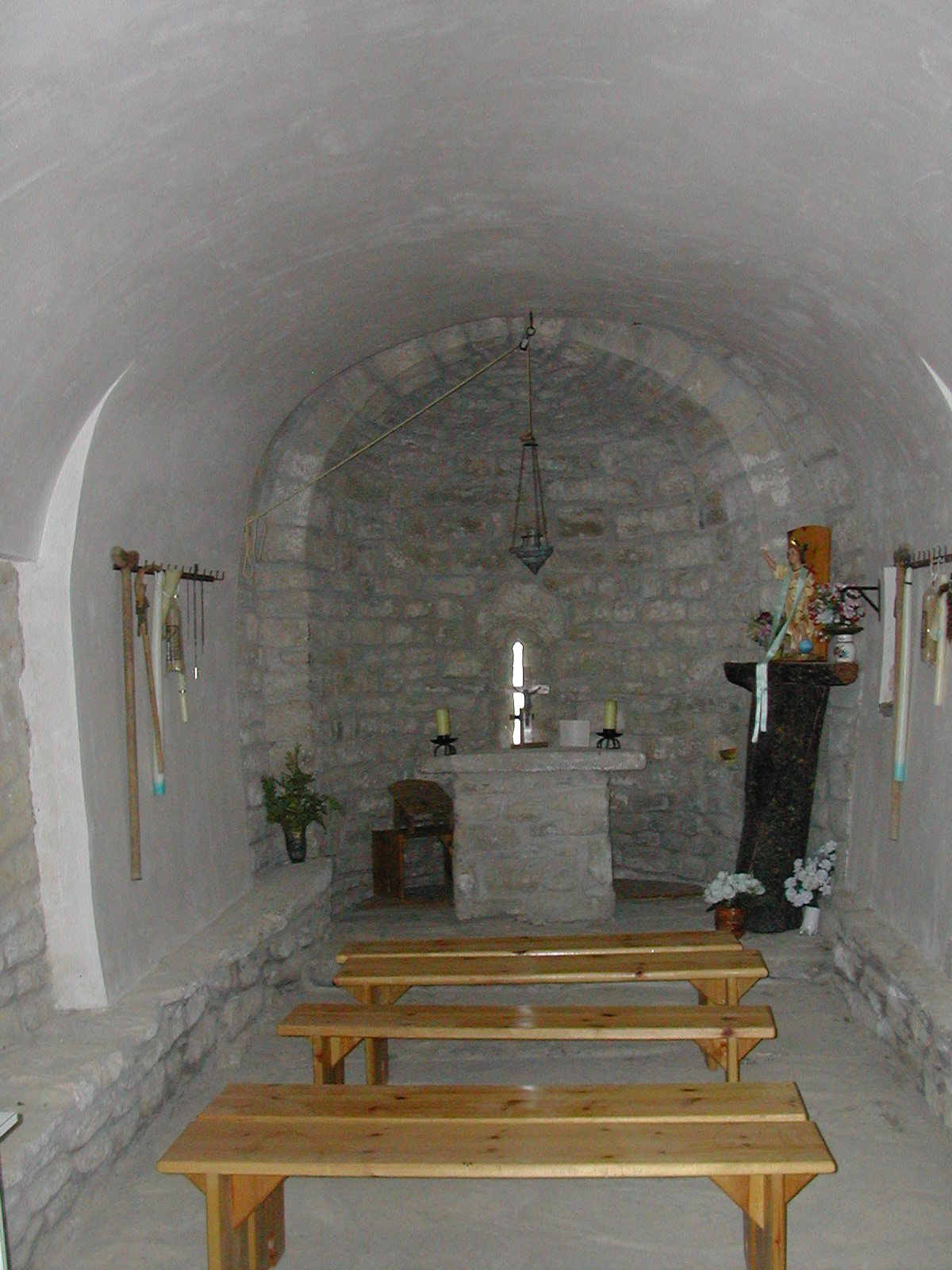
Interior de l'ermita